# Heitor Branquinho
Heitor Branquinho (Três Pontas, 30 de setembro de 1983) é um músico, multi-instrumentista, produtor musical e compositor brasileiro. 

## Biografia
Heitor Branquinho nasceu em Três Pontas, Minas Gerais, cidade que está no mapa da música da famosa Revista Billboard , terra fértil  de onde saíram grandes músicos e compositores, como Milton Nascimento e Wagner Tiso. Assim, Heitor Branquinho entrou no mundo da música ainda criança quando, no Conservatório Municipal Heitor Villa Lobos, começou a fazer aulas de piano, aos seis anos, e aula de violão, aos 10 anos. 
Aos 17 anos, já tocava de forma profissional, voz e violão, em bares. Morou em Belo Horizonte por 3 anos, período em que fez aulas de canto na Babaya Escola de Canto.  

Em 2004 lançou seu primeiro álbum, Deu Branco, produção independente que conta com 7 composições próprias e 3 parcerias. 
Cantou o jingle para a campanha publicitária do Governo do Estado, criada pela Tom Comunicação, que divulgou o turismo em Minas Gerais, com veiculação nacional e internacional em televisão e cinema, em março de 2005.

Em 2006, Heitor Branquinho ingressou no grupo Änïmä Minas, formado por jovens músicos de Três Pontas/MG a convite de Milton Nascimento. O grupo se apresentou nos eventos de lançamento do livro Travessia - A vida de Milton Nascimento (2006), escrita por Maria Dolores. Nessa biografia, Heitor Branquinho é citado por trazer à memória do próprio Milton Nascimento recordações de suas vivências musicais.

O álbum Um Branquinho e um Violão que tem a participação de Bituca nas músicas Amigo e O que Vale é o Nosso Amor foi gravado no Museu do Café, em Três Pontas, no ano de 2008.

Com o irmão Hugo Branquinho, realizou, em 2009, duas apresentações em show intitulado De Dentro pra Fora onde interpretaram canções de artistas renomados da MPB e, também, suas canções autorais. Nesse mesmo ano, participou do curta-metragem Indefesa, de Milton Lima, assumindo a direção musical.

No ano seguinte, em parceria com o violonista Marco Elízeo, Heitor Branquinho assina a música "Olhos do Mundo", por Milton Nascimento, no álbum ...E a Gente Sonhando.

Em 2012, sua composição em parceria com Felipe Cerquize, Minas Real, foi interpretada por Renato Braz, sendo também o título do CD de Cerquize. 

Em julho de 2019, o compositor apresentou o seu terceiro álbum, intitulado Três, na Europa e, meses depois, no Brasil. Esse álbum é composto por músicas em parceria com Cláudio Nucci, Roberta Campos, Fernanda Mello, Marcelo Sarkis, Danilo França, Hugo Branquinho. Além disso, conta com a participação de Wagner Tiso e Hugo Branquinho, além de interpretar uma música de Keco Brandão e Pedro La Colina.

Em 2020, durante a pandemia, utilizou a cidade de Nazaré Paulista como cenário para iniciar seus projetos musicais tais como Sunset Live, apresentações ao vivo durante o por do sol; Às Claras com Branquinho, descrito pelo próprio artista como um bate-papo despretensioso com seus parceiros musicais; Pagode Folk, releituras de pagodes dos anos 90; As dos Outros, versões de músicas consagradas da MPB; Domingo ao Meio Dia, lançamento de músicas autorais inéditas semanalmente e Live Cantares, apresentação ao vivo de suas músicas autorais escolhidas por seu fã-clube Cantares de um Poeta. Heitor Branquinho utilizou as redes sociais como aliadas para a realização de todos esses projetos.

Heitor Branquinho lançou seu primeiro single, Tente, em julho de 2021. A identidade visual ficou por conta Owen Gent, artista britânico renomado. A canção convida para uma reflexão sobre a possibilidade de dar um novo significado aos sentimentos e ações, levados por uma balada POP, com o uso do órgão Hammond B3. Em setembro, lançou o single Se For Pra Ser Sem Sonhar, em parceria com Lorenzo.

Ainda em 2021, participou de diversos festivais, em destaque:
- 9º Festival Canto Aberto – 3º Lugar com a música Destino Cais com Bruno Conde
- 51º Festival Nacional da Canção – FENAC, com Se for pra ser sem sonhar, parceria com Lorenzo
- 34º Festival de Música de Itanhandu, com as músicas Destino Cais, Declarações(parceria com Ananda Vendrami) e Se for pra ser sem sonhar

## Discografia
Heitor Branquinho já lançou três álbuns, dois singles e participou dos álbuns de alguns de seus parceiros.

### Álbuns
- (2004) Deu Branco... CD
- (2009) Um Branquinho e Um Violão CD[6]
- (2019) Três LP/CD[7]

### Singles
- (2021) Tente [8]
- (2021) Se for pra Ser Sem Sonhar (com Lorenzo)

### Participações em álbuns de outros músicos
- (2011) Zé Guela Ao Vivo - Lorenzo
- (2012) Consoante - Deni Domenico
- (2013) Embrião - Hugo Branquinho

## Composições
Heitor Branquinho tem diversas composições e parcerias. Entre elas, algumas que foram gravadas e lançadas em seus álbuns ou em álbuns de parceiros e outras que foram apresentadas em seu projeto Domingo ao Meio Dia.

### Composições gravadas e lançadas
- Voo no Silêncio Azul - Gagarine (com Iuri Popoff)
- Mil Razões (Com Adriano Kamy)
- Se for pra Ser Sem Sonhar (com Lorenzo)
- Tente
- Coração Desenho (com Deni Domenico)
- Um refrão pra Recomeçar (com Roberta Campos)
- Madeira (com Cláudio Nucci)
- Olhos do Mundo (com Marco Elizeo)
- O que Vale é o nosso amor
- Minas Real (com Felipe Cerquize)
- Duvidar de Mim
- Nossa Vontade (com Deni Domenico)
- Amigo
- Aguar (com Hugo Branquinho e Thales Mendonça)
- Pra Sempre (com Adriano Kamy)
- Café/Maracujá
- Intimidade
- Nada Pode Mudar (com Adriano Kamy)
- Samba-intenção
- Xadrez
- O que se é
- Parque
- Alma itinerante
- Segunda-Feira
- Em qualquer lugar
- Foi-se o amor
- Passado Esvaído
- Na Veia
- Beleza e doçura
- Só pra lhe perturbar
- Comboio
- Melhorar (com Hugo Branquinho)
- Pra Você Eu Dou Desconto
- Algo de Bom
- Alguns Minutos
- Por Ser Assim (com Emílio Victtor)
- Lembranças
- Dite as Regras
- Que o Medo Vá pra Longe Daqui
- Anita
- Soldado Aprendiz
- Vem Viver (Com Lorenzo)
- Fantasia (com Emílio Victtor)
- A Cada Dia (com Adriano Kamy)
- Rodopiava
- Outros Meios (com Danilo França)
- Meu Bem (com Marcelo Sarkis)
- Calhas (com Hugo Branquinho)
- Violáceo
- Hasta
- Computador
- Não Acredito (com Fernanda Mello)

### Composições gravadas no Projeto Domingo ao Meio Dia
- Domingo ao Meio Dia
- O Cio da Flor (com Felipe Cerquize)
- Bálsamo (com Bárbara Leite)
- Depois de Te Encontrar ( com Deni Domenico)
- Declarações (com Ananda Vendrami)
- Trilhas Africanas (com Marcelo Sarkis)
- Pra Não Te Esquecer (com Iuri Popoff)
- Amor Feliz (com Luana Vieira)
- Se for para o Seu Bem
- Ruas Nulas (com Hugo Branquinho)
- Mares de Poetas
- Onírico
- Arremedo (com Lysias Enio e Solange Maria)
- Viajar em Mim
- Um Anjo Caiu!
- Vou Ficar - The True ( Com Cassius Klay)
- Nau (com Célia Vaz)
- Cantares
- Mais uma Chance pra Tentar (com Fernanda Mello)
- A Quem se Cala (com Miller Sol)
- Pro Melhor Caminho
- Tente
- No Seu Olhar
- Trampolim (com Thales Mendonça)
- A Mudança das Pessoas
- São Salvador
- Para que eu Possa Amar ( com Ananda Vendrami)
- À Bêra (com Miller Sol)
- Receita de Samba (com Luana Vieira)
- Ainda Agora (com Bárbara Leite)
- Deixe Tudo para Trás (com Fernanda Mello)
- Todo Mundo Tem ( com Ana Terra)
- Carvão/Lenha
- Roseirais (com Deni Domenico)
- Bem-me-quer, Mal-me-quer ( com Cassius Klay)
- Não Vou me Perdoar (com Marco Elizeo)
- E se Eu Morasse Dentro de Você
- Sonhar ou Não Sonhar (com Lorenzo)
- Vários Voos (com Casquídeo)
- Amores (com Felipe Cerquize)
- Destino Cais (com Bruno Conde)
- Luzes (com Lysias Enio)
- Pra que Serve Um Coração
- Flor com Flor
- Inodora
- Navega
- Fogueira
- Meu Cantinho
- Azul Piscina
- Enevoado (com Ana Catarina)
- Chora Amor ( com Lívia Furgala)
- Bora Viver
- Grande Coração
- Chuva... (Percy Castanho Jr.)
- Bailarina
- Formas do Amor
- O que eu Sempre Quis (com Ananda Vendrami)
- Mordida (com Casquídeo)
- O que Mais Quero (com Deni Domenico)
- Como se Fosse a Última (com Thales Mendonça)
- Volta

### Intérpretes de Heitor Branquinho
Heitor Branquinho também possui composições interpretadas por parceiros e outros cantores. Entre elas, destacam-se:
- Olhos do mundo – Milton Nascimento (parceria com Marco Elizeo)
- Nossa vontade – Deni Domênico*
- Coração desenho –  Deni Domênico*
- Vem viver –  Zé Guela (Lorenzo)*
- Fantasia –  Emílio Victtor*
- Por ser assim –  Emílio Victtor*
- Mil razões –  Adriano Kamy*
- Aguar - Hugo Branquinho* (parceria com Thales Mendonça)
- Pra sempre –  Adriano Kamy*
- Que o medo vá pra longe daqui –  Adriano Kamy*
- A cada dia –  Adriano Kamy *(parceria com Marco Elizeo)
- Voo no silêncio do azul - Gagarine – Diana HP (parceria com Yuri Popoff)
- Tão fácil – João Victor e Raphael (parceria com Fernanda Melo)

```
*Também compositor da música
```

## Festivais
- 2001 - Super Concurso de Bandas "Sprite Sounds 2" - Com a música "Pra você eu dou desconto" de sua própria autoria, ficou entre as 10 melhores bandas de Minas Gerais, com a banda Saída de Emergência;

- 2002 - Festival Semp Toshiba Transamérica - Também com a música "Pra você eu dou desconto" de sua própria autoria, ficou em 36° lugar entre 840 bandas de todo o Brasil, com a Banda Kartell;

- 2004 - Conexão Telemig Celular - Ficou entre as 40 bandas/artistas de 557 inscritos de Minas Gerais, agora com o trabalho de seu primeiro CD “Deu Branco”;

- 2004 - IX Festival de Música da APCEF - Com a música "Pra você eu dou desconto" ficou em 2° lugar, e também conquistou o prêmio de melhor intérprete. Apresentação voz e violão.

- 2021 - 9º Festival Canto Aberto – 3º LUGAR HEITOR BRANQUINHO e BRUNO CONDE COM DESTINO CAIS

- 2021 - Festival de Música Nacional – FENAC - com SE FOR PRA SER SEM SONHAR

- 2021 - Festival de Música de Itanhandu – Com as músicas DESTINO CAIS, DECLARAÇÕES e SE FOR PRA SER SEM SONHAR